# NX級
NX級（-きゅう、 NX class）はアメリカのSFドラマ『スタートレック:エンタープライズ(ENT)』に登場する地球連合宇宙艦隊所属宇宙艦の級名。

## 概要
全長225m、全幅131m、デッキ数7、定員は80 - 90名。
2151年、惑星連邦が設立される前、地球人類が数十年の構想を経て完成させた初の深宇宙探査船「エンタープライズNX-01」に代表される艦級。スタートレックの世界においては惑星連邦艦の始祖である。
光速を突破するワープ技術は2063年に発明されたが、当時の技術(ワープ1、光速と等倍）では5光年先の隣の恒星系に行くだけでも5年を要し宇宙を探索するのは不可能であった。22世紀初頭までに戦争、貧困、疫病を根絶した地球人類は、次に深宇宙探査が可能な「ワープ5（光速の125倍）エンジン」の開発を目指し、「ワープ5センター」を設立する。エンタープライズNX-01は32年間にも及ぶ研究の末に開発されたワープ5エンジンを搭載し、本格的な宇宙探査を開始する。

### 構造
後の惑星連邦艦と同様、円盤型に作られた基本船体に2基のワープナセルが接続されている構造をしている。ENTにより宇宙艦隊の船は最初から円盤部を持つ構造であったことが明らかになったが、その理由については特に説明はされていない。ただし劇場版8作『ファーストコンタクト』にワープドライブを発明したゼフレム・コクレーン博士が望遠鏡で衛星軌道上の24世紀のU.S.S.エンタープライズNCC-1701-Eを見るシーンがあり、彼がそれにインスピレーションを受けて宇宙艦の構想を練った、タイムパラドックス的な理由である可能性がある。設計は地球連合宇宙艦隊技術班主任のジェフリーズ大佐による。
NX級は後年のコンスティテューション級などと違って第2船体がなく、円盤部の船尾の双胴体からパイロンが伸びワープナセルが接続されている。円盤部先端に切り欠きがあり、パラボラアンテナを横に引き伸ばした様な形状の細長いデフレクター盤が設置されている。全体的には、24世紀のアキラ級を上下逆さまにしたようなデザインである。
指令室となるメインブリッジはAデッキ（後の第1デッキ）、機関室はD-Eデッキ、上級士官船室（一人部屋）・医療室・食堂・ドッキングポートはEデッキ、下級士官以下の乗員船室（二人部屋）はDデッキに、それぞれ位置する。フードレプリケーターはまだ発明されていないため、タンパク質再配列機を備えている他、船内に野菜を栽培する施設がある。
ブリッジは23、24世紀同様船長席を中心にして各ステーションが円形に取り巻く構造である。船長席の右手に戦術ステーション、左手に科学ステーション、左手前に通信ステーション、そして正面に操舵ステーションがある。またブリッジ内の右舷側のドアの先に船長室があり、ブリッジ後方には上級士官が報告会や作戦会議を行うためのスペースがある。ターボリフトは左舷前方側と右舷後方側の2基。
フェイズ変調エネルギー兵器（通称フェイズ砲）と空間魚雷（2153年以降は光子性魚雷（photonic torpedo））で武装し、船体外装そのものを極性化させ衝突した粒子ビーム等を拡散させる「船体装甲（装甲モード）」という防御システムを備えている（原語では「polarized hull plating」で直訳すると「極性化船体装甲」）。23・24世紀では一般的な防御シールドやトラクタービームはまだ発明されていないため、装備していない。
なお1番艦NX-01エンタープライズは、起工から完成までにおよそ3年を費やした。またエンタープライズ就航時点では、NX-04まで建造される予定があった。
脚本家を必要以上に拘束しないようにとの配慮からNX級の船体表面にはおよそ20ヶ所のハッチ類（魚雷発射口や砲塔の格納部など）がデザインされており、また同じNX級でも船毎に装備が異なるが、劇中の描写においてNX-01は少なくとも、改装前はパルス砲4門・通常魚雷ランチャー7基、改装後はフェイズ砲10門・光子魚雷ランチャー3基を装備している。
2155年に勃発したロミュラン帝国との戦争では地球連合の主力戦艦として戦闘に投入され、その多くが失われた。しかしNX-01エンタープライズやNX-06エンデバーなど生き残った一部のNX級は、コンスティテューション級に似た第二船体とドーサルネックを円盤部下面に追加する大規模近代化改修を受け（コロンビア級と呼称、速度ワープ6、防御シールドを装備）、なかには惑星連邦の時代に入ってからも活躍した船もある。

## NX級宇宙船一覧
NX-01 エンタープライズ（Enterprise）
地球暦2151年進宙。船長はジョナサン・アーチャー大佐。地球初のワープ5船のプロトタイプ。2143年にようやくワープ2の壁を突破したワープ5センターであったが、それからわずか5年後の2148年に起工、さらに2151年に最終的な仕上げをする前に予定を前倒しして進宙する。当初は深宇宙に対する見通しの甘さから装備が不十分で遭遇した自然現象や敵船に全く太刀打ちできないことも多く、クリンゴン帝国の巡洋戦艦に搭載されている光子魚雷が2発直撃しただけで撃沈されることが推定されるほどの貧弱さであった。しかし2153年の改修で反物質兵器である光子性魚雷（photonic torpedo）を装備し船体装甲も大幅に強化されるなどした結果、クリンゴン帝国のバード・オブ・プレイにも引けを取らない強力な船になった。ズィンディ危機の解決、アンドリア人とテラライト人の間の和解、バルカンの革命など、数々の功績を挙げる。24世紀の記録によると、進宙から10年後の2161年、惑星同盟（のちの惑星連邦）憲章の調印式典にアーチャー提督を送り届ける任務を最後に退役となり、船名に「S.S.」の接頭詞を追加（宇宙艦隊除籍により民間船扱いとなるため）。その後スミソニアン博物館に展示されることになり、24世紀でも現存している。また2401年時点では、エイサン・プライム軌道上の宇宙艦隊ミュージアムに展示されており、その姿は改装後のものとなっている。
NX-02 コロンビア（Columbia）
地球暦2154年進宙。船長はエリカ・ヘルナンデス大佐。フェイズ砲は従来のビーム式からパルス式に変更され、攻撃力が増している。またブリッジ内の随所に情報ディスプレイが増設され、エンタープライズではシルバー系だった船体の塗装はホワイト系に変更された。ブリッジの各ステーションが主要EPSジャンクションに直結される構造に変更されており、この仕様は以降の宇宙艦隊所属船では標準となった。のちのシリーズで宇宙艦隊の宇宙船が船体のどの部位に被弾してもブリッジのステーションが爆発するのは、この仕様が原因である。エンジントラブルのため1年近くも進宙が延期されていたが、優性クリンゴン問題の発生に伴いついに太陽系を発つ。姉妹船エンタープライズの救援に駆け付け、優性遺伝子ウイルスが蔓延したクバットコロニーの住民を抹殺しようとするクリンゴン艦隊を阻止する。2156年に時空の異常に巻き込まれ消息不明となったが、2373年にガンマ宇宙域を探査中のU.S.S.ディファイアントによってある惑星上に墜落しているのが発見された。なお第二船体を追加したNX級の改装型クラス名「コロンビア級」は、NX-02コロンビアとクルーの追悼を目的として名付けられている。
NX-03 チャレンジャー（Challenger）
ロミュラン戦争で大破、喪失。「Star Trek:ENTERPRISE -THE ROMULAN WAR- Beneath the Raptor's Wing」に登場。
NX-04 ディスカバリー（Discovery）
ロミュラン戦争で大破、喪失。「Star Trek:ENTERPRISE -THE ROMULAN WAR- Beneath the Raptor's Wing」に登場。
NX-06（→NCC-06） エンデバー（→U.S.S.エンデバー）
惑星連邦が創設された時点で現役のコロンビア級の内、NX級からの改装によってコロンビア級となった唯一の船。惑星連邦宇宙艦隊の所属となってからはトゥポル大佐が船長を務め、クルーにはリードやホシ、フロックスなど除籍となったエンタープライズからの異動組が多い。

## ワープ5センター
地球初の外宇宙探査船を建造するNX計画のために設立された研究所。初代所長はゼフラム・コクレーン。NX級の予備段階として3隻の小型ワープ船を建造し、テスト飛行を行った。テストパイロットは、ロビンソン・アーチャー・ガードナー・デュバルの4名。のちにアーチャーはエンタープライズの、デュバルはシェナンドアの船長に、またガードナーはマクスウェル・フォレストの後任として提督に就く。NXテスト船は、いずれも地球初のワープ船フェニックスに類似した円筒状の外見をしており、フェニックスでは船体内部に格納可能だったパイロンとナセルは固定式となっている。
NXアルファ NX-ALPHA
パイロットはA.G.ロビンソン。テスト飛行中に事故を起こし喪失。
NXベータ NX-BETA
パイロットはジョナサン・アーチャー。地球初のワープ2船。
NXデルタ NX-DELTA
パイロットはデュバル。地球初のワープ3船。